# Herbert Perry
Herbert Perry   (Ladybrand, 23 de gener de 1894 - Bridport, 20 de juliol de 1966) va ser un tirador britànic que va competir a començaments del segle xx.
El 1924 va prendre part en els Jocs Olímpics de París, on va disputar dues proves del programa de tir. Va guanyar la medalla d'or en la prova de tir al cérvol, doble tret per equips, mentre en la prova individual fou tretzè.